# James Irwin
 (décembre 2015).
Si vous disposez d'ouvrages ou d'articles de référence ou si vous connaissez des sites web de qualité traitant du thème abordé ici, merci de compléter l'article en donnant les références utiles à sa vérifiabilité et en les liant à la section « Notes et références ».
Pour les articles homonymes, voir Irwin.

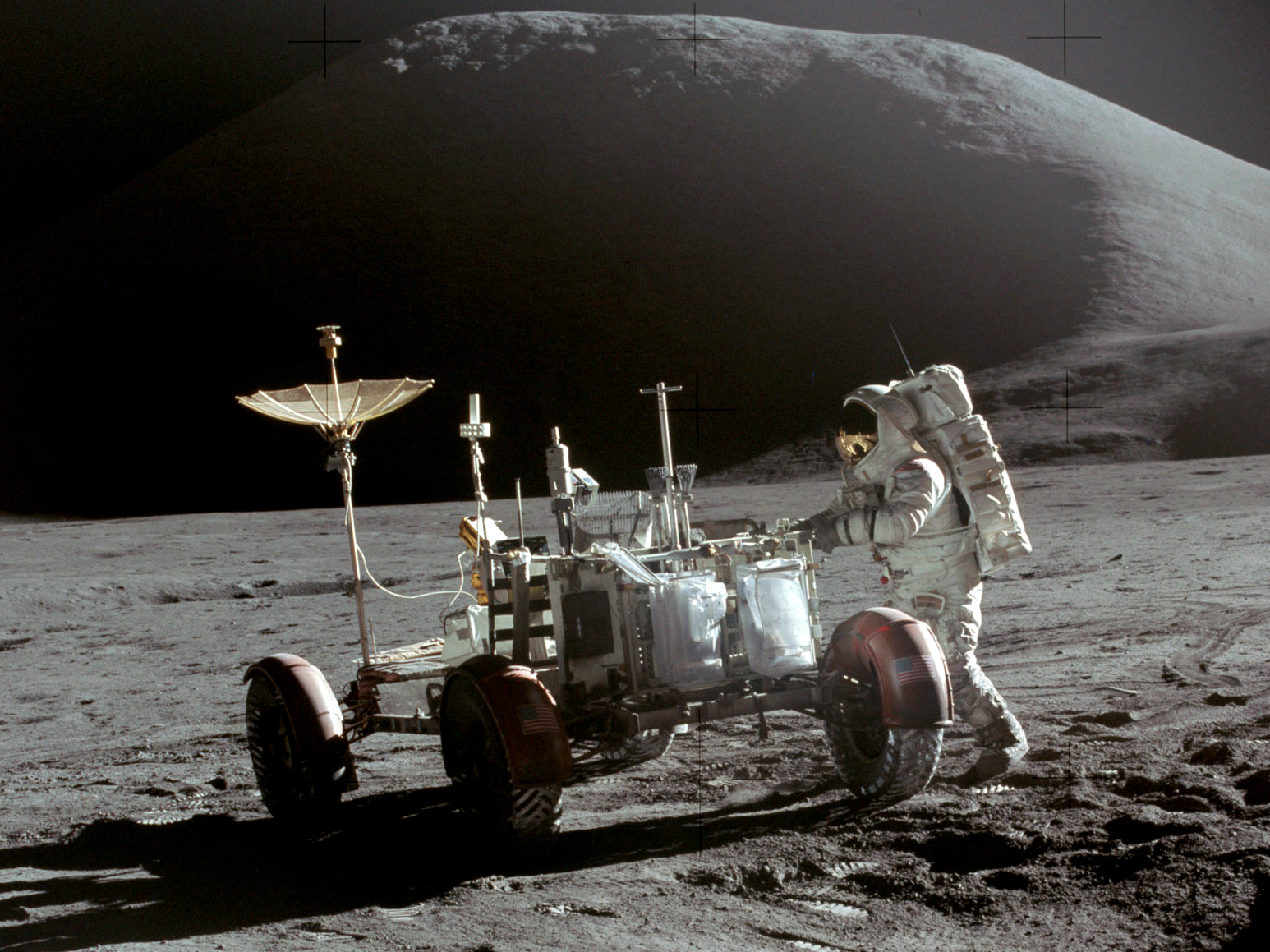
Jim Irwin, LRV, mission Apollo 15

James Benson Irwin, né le 17 mars 1930 à Pittsburgh, Pennsylvanie, et mort le 8 août 1991 à Glenwood Springs, Colorado, est un astronaute américain. Pilote du module lunaire lors de la mission Apollo 15, en 1971, il est le huitième des douze hommes ayant foulé le sol lunaire à ce jour et sera le premier homme à piloter un rover lunaire.

## Carrière d'astronaute
Irwin est d'abord officier de l'US Air Force et pilote d'essai. Il obtient son Bachelor of Science en 1951 à l'académie navale. En 1963, il candidate à l'ARPS "Military Astronaut Class 4", aux côtés de quinze autres pilotes, dont David Scott.
En avril 1966, il est l'un des 19 du cinquième groupe d'astronautes sélectionnés par la NASA. En mai-juin 1968, avec son collègue John Bull puis l'ingénieur Gerry Gibbons, il participe aux tests du module lunaire dans une chambre à vide (expérience LTA-8). En 1969, il fait partie de l'équipage de support d'Apollo 10 puis est membre de l'équipage de réserve d'Apollo 12, doublure d'Alan Bean, pilote de module lunaire.
Désigné en 1969 pilote du module lunaire d'Apollo 15, Irwin se pose, aux côtés de David Scott, dans la plaine Hadley, située dans la chaîne des Apennins, le 31 août 1971. il y séjourne pendant trois jours, parcourant près d'une trentaine de kilomètres sur le premier rover lunaire.
Désigné par la suite doublure du pilote du LM d'Apollo 17, il cède sa place en 1972 à Charles Duke, devant démissionner de la NASA à la suite du scandale du timbre postal d'Apollo 15 (affaire de trafic de timbres-poste de collection), ainsi que les deux autres membres de l'équipage d'Apollo 15,,. La même année, il quitte l'Air Force avec le grade de colonel.

## Conviction chrétienne
Outre sa carrière d'astronaute, Irwin est connu pour ses tentatives de répandre la foi chrétienne qu'il développe à partir de son expérience sur la Lune et durant sa retraite. Il fonde High Flight, une organisation chrétienne,, expliquant comment son séjour dans l'espace lui a fait sentir plus vivement la présence de Dieu.
« Le plus important n'est pas qu'un homme ait marché sur la Lune, mais que Dieu a marché sur la Terre dans le corps de Jésus-Christ », dit James Irwin en 1971.
À partir de 1973, Irwin entreprend également plusieurs expéditions sur le mont Ararat, en Turquie, en vue d'y rechercher les restes de l'arche de Noé, mais en 1982, il se blesse au cours de la descente de la montagne et doit être transporté pour le reste du trajet.

## Décès
Mort en 1991 d'une crise cardiaque, il est inhumé au cimetière national d'Arlington. Des 12 astronautes des missions Apollo ayant marché sur la Lune (les Moonwalkers), il est le premier à mourir après le retour de mission.

### Articles liés
- Apollo 15
- Groupe d'astronautes 5
- Liste des hommes ayant marché sur la Lune